# 林肯縣 (北卡羅萊納州)
林肯縣（英語：Lincoln County）是美国北卡罗来纳州西部的一個縣，面積795平方公里。根據2020年美國人口普查，共有人口86,810人。縣治林肯頓（Lincolnton）。該縣成立於1779年。縣名紀念美國獨立戰爭將領本傑明·林肯（Benjamin Lincoln）。